# 目黒区立碑小学校
目黒区立碑小学校（めぐろくりついしぶみしょうがっこう）は、東京都目黒区碑文谷にある公立小学校。円融寺に隣接する。
2008年に完成した新校舎には、目黒区役所の出張所となる南部地区サービス事務所や、一般開放用屋内プールである南部地区プールを併設する。

## 基本情報
- 所在地　東京都目黒区碑文谷1-18-2
- 最寄駅　西小山駅

## 沿革
- 1879年（明治12年）1月20日 - 八幡神社境内に東京府第二中学区三十七番公立学校として開設。
- 2007年（平成19年） - 新体育館が完成
- 2008年（平成20年）
  - 1月 - 新校舎が完成
  - 8月 - 校庭改修工事開始
  - 10月 - 校庭（人工芝）が完成
  - 11月 - 開校130周年記念式典